# Festival de Sanremo 1997
Le festival de Sanremo 1997 est la 47e édition du festival de Sanremo (Festival della canzone italiana di Sanremo) qui a eu lieu au théâtre Ariston à Sanremo. Il s'est déroulé du 18 au 22 février 1997.
Le festival a été sélectionné comme moyen de sélectionner la chanson représentant l'Italie au Concours Eurovision de la chanson. La dernière fois que le festival de Sanremo a été utilisé comme processus de sélection pour l'Eurovision était en 1972.

## Résultats

### SectionArtistes
Le radiodiffuseur italien, la Radiotelevisione Italiana (RAI, « Radio-télévision italienne »), sélectionne l'artiste et la chanson représentant l'Italie au Concours Eurovision de la chanson 1997 à travers la 47e édition du Festival de Sanremo,,.
Le festival de Sanremo 1997, présenté par Mike Bongiorno, Piero Chiambretti et Valeria Marini,, a lieu du 18 février au 22 février 1997 au théâtre Ariston de Sanremo.

#### Finalistes
Vingt chansons se sont classées.
| Artiste            | Chanson                        | Points | Place |
| ------------------ | ------------------------------ | ------ | ----- |
| Jalisse            | Fiumi di parole                | 15 325 | 1     |
| Anna Oxa           | Storie                         | 14 911 | 2     |
| Syria              | Sei tu                         | 14 753 | 3     |
| Silvia Salemi      | A casa di Luca                 | 14 635 | 4     |
| Fausto Leali       | Non ami che te                 | 14 550 | 5     |
| O.R.O.             | Padre Nostro                   | 14 145 | 6     |
| Nek                | Laura non c'è                  | 13 995 | 7     |
| Patty Pravo        | ...E dimmi che non vuoi morire | 13 490 | 8     |
| Massimo Ranieri    | Ti parlerò d'amore             | 13 016 | 9     |
| Tosca              | Nel respiro più grande         | 13 009 | 10    |
| Francesco Baccini  | Senza tù                       | 12 805 | 11    |
| Dirotta su Cuba    | È andata così                  | 12 403 | 12    |
| Marina Rei         | Dentro me                      | 12 342 | 13    |
| Al Bano            | Verso il sole                  | NC     | 14    |
| Cattivi Pensieri   | Quello che sento               | NC     | 15    |
| Pitura Freska      | Papa nero                      | NC     | 16    |
| Toto Cutugno       | Faccia pulita                  | NC     | 17    |
| Ragazzi Italiani   | Vero amore                     | NC     | 18    |
| New Trolls e Greta | Alianti liberi                 | NC     | 19    |
| Loredana Bertè     | Luna                           | NC     | 20    |

C'est la chanson Fiumi di parole, interprétée par Jalisse, qui remporte le festival pour la section Artistes, et par conséquent devient la chanson représentant l'Italie à l'Eurovision 1997.

### SectionNouvelle Génération
Finalistes
| Artiste          | Chanson                     | Place |
| ---------------- | --------------------------- | ----- |
| Paola e Chiara   | Amici come prima            | 1     |
| Alex Baroni      | Cambiare                    | NC    |
| Niccolò Fabi     | Capelli                     | NC    |
| Mikimix          | E la notte se ne va         | NC    |
| Tony Blescia     | E ti sento                  | NC    |
| Vito Marletta    | Innamorarsi è               | NC    |
| Domino           | Io senza te                 | NC    |
| Randy Roberts    | No stop                     | NC    |
| Paolo Carta      | Non si può dire mai... mai! | NC    |
| Massimo Caggiano | Ora che ci sei              | NC    |
| D.O.C. Rock      | Secolo crudele              | NC    |
| Luca Lombardi    | Sonia dice di no            | NC    |